# Luková dolina

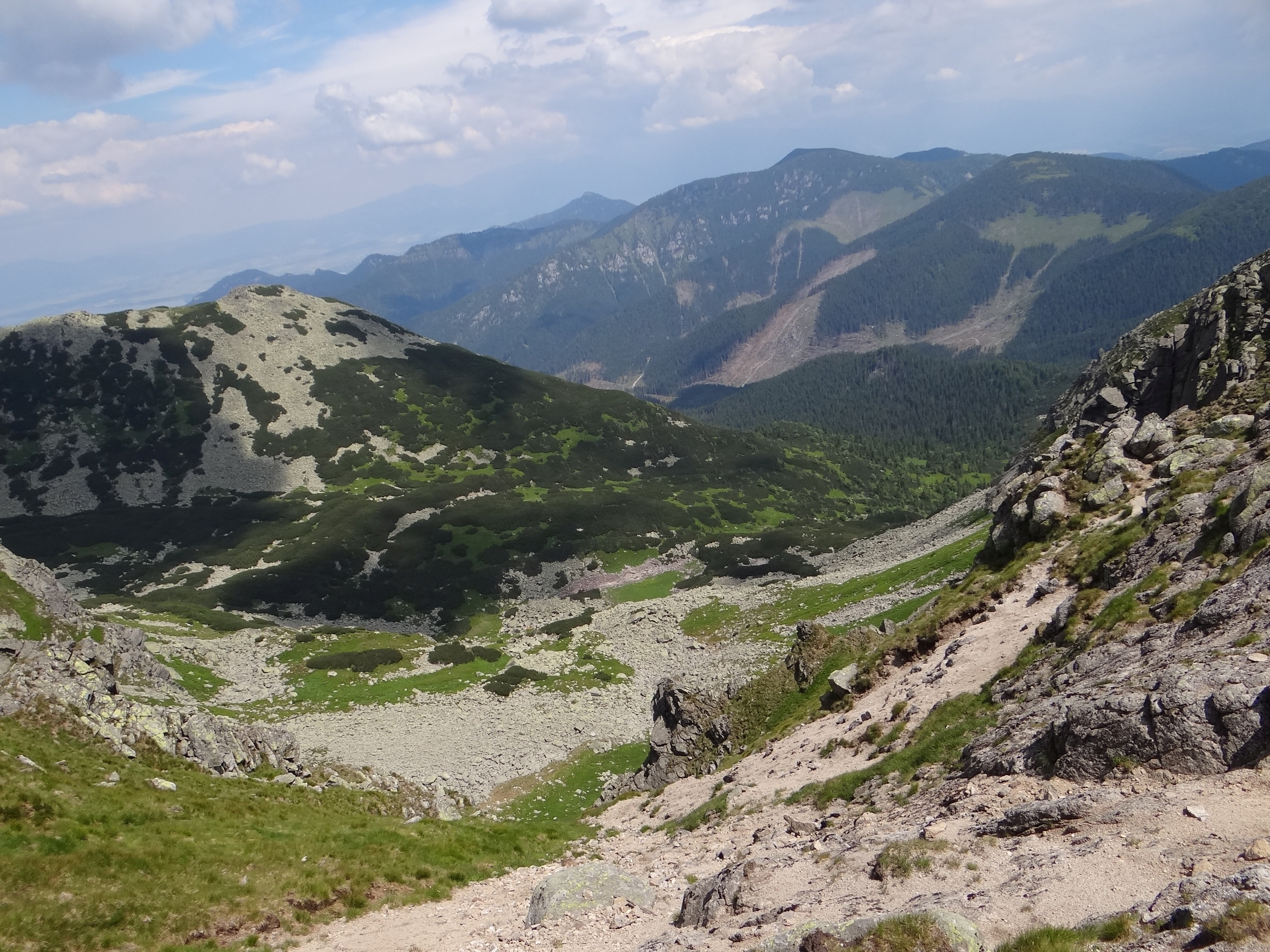

Luková dolina, Luková dolinka – niewielka dolina w słowackich Tatrach Niżnych. Stanowi orograficznie lewe odgałęzienie Širokiej doliny, która z kolei jest prawym odgałęzieniem Doliny Demianowskiej. Luková dolina znajduje się pod północnymi stokami Chopoka (2024 m) i Konské (1875 m). Szczyty te opadają  do Lukovej doliny skalistymi ścianami i tworzą jej południowe obramowanie. Od strony zachodniej ograniczona jest południowym grzbietem Chopoka zwanym Konský grúň, od wschodniej północnym grzbietem szczytu  Konské.
Najwyższa, położona pod szczytem Chopoka i  Konské część Lukovej doliny to zawalony głazami i  piargami cyrk lodowcowy. Znajduje się w nim stawek Lukové pliesko, dający początek niewielkiemu potokowi o nazwie Luková. Niżej Luková dolina porośnięta jest kosodrzewiną, a jeszcze niżej lasem. Uchodzi do  Širokiej doliny na wysokości około 1150 m w dolnej części Lúčky.
Środkową część Lukovej doliny przecina czerwony, łącznikowy szlak turystyczny, oraz ścieżka edukacyjna Dolina Demianowska z 12 tablicami informacyjnymi.
Szlaki turystyczne
   Široká dolina – Luková dolina – Luková – Tri vody
 Jasná, przystanek SAD – Vrbické pleso – Dolina Demianowska – Zadná voda – Tri Vody – rozdroże Pod Orlou skalou – Luková – Luková dolina – Široká dolina – rozdroże Pod Krčahovem – Lúčky